# Vrgada (Pakoštane)
Vrgada (olaszul: Vergada) falu Horvátországban Zára megyében. Közigazgatásilag Pakoštanéhoz tartozik.

## Fekvése
Zárától 37 km-re délkeletre, községközpontjától 6 km-re délre Dalmácia északi részén, az azonos nevű szigeten fekszik. A sziget Pašman-sziget déli részétől délkeletre, a Pakoštanétól Dragéig húzódó szárazföldi partszakasz előtt fekszik. Vrgada szigetének területe 3,67 km2, partvonalának hosszúsága 8,65 km, hosszúsága 3 km, szélessége 1,3 km, legmagasabb pontja 115 m.

## Története
A szigeten található római villamaradványok tanúsága szerint területe már az ókorban lakott volt. Ezeknek a kisebb-nagyobb villagazdaságoknak a tulajdonosai főként kiszolgált veteránok voltak. A sziget stratégiai fontosságát az adta, hogy Vrgada és Pašman között vezetett át a fő hajózási útvonal délkeleti irányból  Biograd és Zára kikötői felé. Ezt az átjárót két erőd őrizte, melyek közül az egyik a mai Vrgada település feletti 115 méteres „Gradina” nevű magaslaton, míg a másik a Pašman-sziget déli fokán 140 méter tengerszint feletti magasságban állt. Vrgadát első ízben 950-ben említi Bíborbanszületett Konstantin bizánci császár a „De administrando imperio” azaz a Birodalom kormányzásáról írott művében „Lumbricaton”, illetve „Loumbricaton” alakban. Giovanni de Venezia (Ivan Đakon) velencei krónikás II. Pietro Orseolo dózse titkára „Chronicum Venetum” című, a 10. század végén és a 11. század elején írt művében a sziget megnevezésére a „Levigrada”, illetve „Levigrate” nevet használja. A zárai Szent Krševan kolostor adománylevelében 1096-ban a „Lumbricata” és „Rumbrikata” név szerepel. A horvát „Lapkat” név a 14. században a glagolita anyakönyvekben bukkan fel először. A „Vrgata”, „Vrgad”, „Vergada” és hasonló elnevezések, melyekből a sziget és a település neve is fakad 1416-tól használatos, amikor a velenceiek a szigetet („ex incantu insule Vergate”) Nicola Sloradisnak adják bérbe. A horvátok valószínűleg már ideérkezésük idején megtelepedtek a szigeten. Ennek bizonyítékául az ókeresztény Szent András templomot tekintik, melyet a horvát történész Ciril Iveković a 10. századnál is régebbinek tart. Az itt talált illír, görög, római és egyéb lakosságot a századok során magukba olvasztották. A sziget kezdetben a Horvát Királyság része volt, majd a Kálmán magyar király és a horvát nemesség közötti megállapodás a pacta conventa értelmében a Magyar Királyság része lett. 1409-ben László nápolyi király a többi dalmáciai várossal együtt eladta a Velencei Köztársaságnak, amely 1797-ig meg is tartotta. A velenceiek 1416-ban Nicola Sloradisnak, majd 1453-ban Jacopo Farinának adták. 1652-ben a Klokočić család birtoka lett, akiktől 1682-ben Brač szigetével együtt a Damiani (Damjanović) család vásárolta meg. A Damianik már a “Conti di Vergada” azaz a Vergada grófja címet viselték és székhelyüket is ide tették át. A grófi palota a Gradina-hegyen álló római-bizánci erőd alatti völgyben épült fel. A palota nyugati falán fennmaradt egy 1707-ből származó glagolita felirat. Az egykori palotából mára csak a főfalak maradványai és a Gyógyító Boldogasszony kápolna maradt meg. Amikor a család tagjai elhagyták a szigetet a Boldogasszony képét is magukkal vitték, a hajók azonban nem kaptak szelet a tengeren való átkeléshez. Másodszor szintén megkísérelték az elvitelét, de ez alkalommal túl erős szél támadt. Csak a harmadik kísérletre tudtak elhajózni, miután a képet visszavitték a kápolna oltárára. A településnek 1857-ben 271, 1910-ben 475 lakosa volt. Az első világháború után előbb a Szerb-Horvát-Szlovén Királyság, majd Jugoszlávia része lett. A második világháború idején a szomszédos településekkel együtt Olaszország fennhatósága alá került. Az 1943. szeptemberi olasz kapituláció után horvát csapatok vonultak be a településre, amely ezzel visszatért Horvátországhoz. A településnek 2011-ben 249 lakosa volt, akik főként mezőgazdasággal, állattenyésztéssel, halászattal és újabban turizmussal foglalkoztak.

## Lakosság
| Lakosság változása | Lakosság változása | Lakosság változása | Lakosság változása | Lakosság változása | Lakosság változása | Lakosság változása | Lakosság változása | Lakosság változása | Lakosság változása | Lakosság változása | Lakosság változása | Lakosság változása | Lakosság változása | Lakosság változása | Lakosság változása |
| ------------------ | ------------------ | ------------------ | ------------------ | ------------------ | ------------------ | ------------------ | ------------------ | ------------------ | ------------------ | ------------------ | ------------------ | ------------------ | ------------------ | ------------------ | ------------------ |
| 1857               | 1869               | 1880               | 1890               | 1900               | 1910               | 1921               | 1931               | 1948               | 1953               | 1961               | 1971               | 1981               | 1991               | 2001               | 2011               |
| 271                | 338                | 383                | 389                | 413                | 475                | 453                | 487                | 538                | 513                | 449                | 408                | 311                | 236                | 242                | 249                |

## Nevezetességei
- Szent András tiszteletére szentelt régi plébániatemploma[5] (népiesen Sv. Jadre) a tengerpart mellett, a Gradina-hegy nyugati oldalán található a temetőben áll. Ciril Iveković akadémikus a 10. századnál is régebbinek tartja, mivel a fennmaradt korai román stílusú dalmát templomok mintájára épült. A templom egyhajós épület, hosszúsága 5,80 szélessége 2,80 méter, dongaboltozattal fedett, apszisa a keleti oldalon található. Boltozata még az eredeti. Az érsekség területének egyik legrégibb épen maradt temploma. Felújítása után 1983-ban szentelte újra Marijan Oblak érsek.[6]
- A település mai Szentháromság plébániatemploma 1687-ben épült, hosszúsága 21, szélessége 7,50 méter. Bianchi szerint eredeti főoltára fából készült két aranyozott oszloppal, mivel azonban a 19. század közepére ez az oltár rossz állapotba került új, márvány oltárra cserélték ki, melynek márvány oszlopai és szentségtartója van. A templom két, kisebb mellékoltárának képe a tisztítótűzben szenvedő lelkeket (jobbra, olaj, vászon) és a Rózsafüzér királynőjét (balra, faszobor) ábrázolja. A jobb oldali oltárnál látható festmény Jézus keresztről való levételét ábrázolja. Az alkotások szerzői nem ismertek.[6]
- A Gyógyító Boldogasszony kápolna az egykori grófi palota udvarán áll, építtetője a sziget egykori ura a Damiani család volt. A kápolna oltárképe a Boldogasszonyt ábrázolja gyermekével bizánci stílusban, ezüstözött kerettel. A palota nyugati falának maradványán 1707-ből származó glagolita felirat található.[6]